# Teorema della proiezione
In matematica, il teorema della proiezione o teorema della proiezione in spazi di Hilbert è un risultato dell'analisi convessa, utilizzato spesso in analisi funzionale, che stabilisce che per ogni punto {\displaystyle x} in uno spazio di Hilbert {\displaystyle H} e per ogni insieme convesso chiuso {\displaystyle C\subset H} esiste un unico {\displaystyle y\in C} tale per cui la distanza {\displaystyle \lVert x-y\rVert } assume il valore minimo su {\displaystyle C}. In particolare, questo è vero per ogni sottospazio chiuso {\displaystyle M} di {\displaystyle H}: in tal caso una condizione necessaria e sufficiente per {\displaystyle y} è che il vettore {\displaystyle x-y} sia ortogonale a {\displaystyle M}.

## Dimostrazione
Per mostrare l'esistenza di {\displaystyle y}, sia {\displaystyle \delta } la distanza tra {\displaystyle x} e {\displaystyle C}, sia {\displaystyle \{y_{n}\}} una successione in {\displaystyle C} tale per cui la distanza al quadrato tra {\displaystyle x} e {\displaystyle y_{n}} è minore o uguale a {\displaystyle \delta ^{2}+1/n}. Se {\displaystyle n} e {\displaystyle m} sono due interi allora, per la legge del parallelogramma:
{\displaystyle \|y_{n}-y_{m}\|^{2}=\|y_{n}-x+x-y_{m}\|^{2}=2\|y_{n}-x\|^{2}+2\|y_{m}-x\|^{2}-\|y_{n}+y_{m}-2x\|^{2},}
da cui
{\displaystyle \|y_{n}-y_{m}\|^{2}=2\|y_{n}-x\|^{2}+2\|y_{m}-x\|^{2}-4\|{\frac {y_{n}+y_{m}}{2}}-x\|^{2}.}
Considerando il limite superiore ai primi due termini dell'uguaglianza, e notando che i termini della successione tra {\displaystyle y_{n}} e {\displaystyle y_{m}} appartengono a {\displaystyle C} (e quindi hanno una distanza da {\displaystyle x} maggiore o uguale a {\displaystyle \delta }), si ottiene:
{\displaystyle \|y_{n}-y_{m}\|^{2}\;\leq \;2\left(\delta ^{2}+{\frac {1}{n}}\right)+2\left(\delta ^{2}+{\frac {1}{m}}\right)-4\delta ^{2}=2\left({\frac {1}{n}}+{\frac {1}{m}}\right)}
L'ultima disuguaglianza mostra in particolare che {\displaystyle \{y_{n}\}} è una successione di Cauchy. Essendo {\displaystyle C} completo, la successione converge in un punto {\displaystyle y\in C} la cui distanza da {\displaystyle x} è minima.
Per mostrare l'unicità di {\displaystyle y}, siano {\displaystyle y_{1}} e {\displaystyle y_{2}} due punti che minimizzano la distanza. Si ha:
{\displaystyle \|y_{2}-y_{1}\|^{2}=2\|y_{1}-x\|^{2}+2\|y_{2}-x\|^{2}-4\|{\frac {y_{1}+y_{2}}{2}}-x\|^{2}.}
Dato che {\displaystyle (y_{1}+y_{2})/2} appartiene a {\displaystyle C} si ha:
{\displaystyle \|{\frac {y_{1}+y_{2}}{2}}-x\|^{2}\geq \delta ^{2}}
e quindi:
{\displaystyle \|y_{2}-y_{1}\|^{2}\leq 2\delta ^{2}+2\delta ^{2}-4\delta ^{2}=0.}
Pertanto {\displaystyle y_{1}=y_{2}}, che prova l'unicità.
Per mostrare l'equivalenza della condizione su {\displaystyle y} nel caso in cui {\displaystyle C=M} è un sottospazio chiuso, sia {\displaystyle z\in M} tale che {\displaystyle \langle z-x,a\rangle =0} per tutti gli {\displaystyle a\in M}. La condizione è sufficiente in quanto:
{\displaystyle \|x-a\|^{2}=\|z-x\|^{2}+\|a-z\|^{2}+2\langle z-x,a-z\rangle =\|z-x\|^{2}+\|a-z\|^{2},}
che prova il fatto che {\displaystyle z} è un "minimizzatore". La condizione è anche necessaria, come si vede ponendo {\displaystyle y\in M} un "minimizzatore". Sia {\displaystyle a\in M} e {\displaystyle t\in \mathbb {R} }. Allora:
{\displaystyle \|(y+ta)-x\|^{2}-\|y-x\|^{2}=2t\langle y-x,a\rangle +t^{2}\|a\|^{2}=2t\langle y-x,a\rangle +O(t^{2})}
è sempre non negativa. Quindi, {\displaystyle \langle y-x,a\rangle =0}.